# László Szőcs
László Szőcs (sinh ngày 10 tháng 10 năm 1984) là cầu thủ futsal Romania của sắc tộc Hungary, chơi cho câu lạc bộ Futsal Klub Székelyudvarhely và Đội tuyển futsal quốc gia România.